# Piotrowo (powiat śremski)
Piotrowo – osada w Polsce położona w województwie wielkopolskim, w powiecie śremskim, w gminie Brodnica. W latach 1975–1998 miejscowość administracyjnie należała do województwa poznańskiego.
Położona 2 km na południowy zachód od Brodnicy przy drodze powiatowej nr 4065 z Brodnicy do Chaław. 
Pierwszy raz w dokumentach Piotrowo pojawiło się w 1396. Wówczas wieś należała do Przybysława Piotrowskiego i jego żony Grzymki. Od 1471 właścicielem był Jan Sepiński. Kolejnymi właścicielami majątku byli Miaskowscy, Szołdrscy, Gliszczyńscy. Od 1920 wieś należała do Leonii Szczepkowskiej, a od 1930 do Tadeusza Drażdżyńskiego.
Zabytkiem prawnie chronionym jest zespół dworski i folwarczny, w skład którego wchodzi:
- eklektyczny dwór Piotrowie z połowy XVIII w., przebudowany na neogotycki pałac pod koniec XIX wieku, na początku XX wieku dobudowano kolumnowy portyk z tarasem, obecnie stanowi własność prywatną,
- park z drugiej połowy XIX wieku o powierzchni 4,43 ha,
- folwark z początku XX w. (dom mieszkalny, stajnia, stodoła, waga, ogrodzenie).

## Linki zewnętrzne

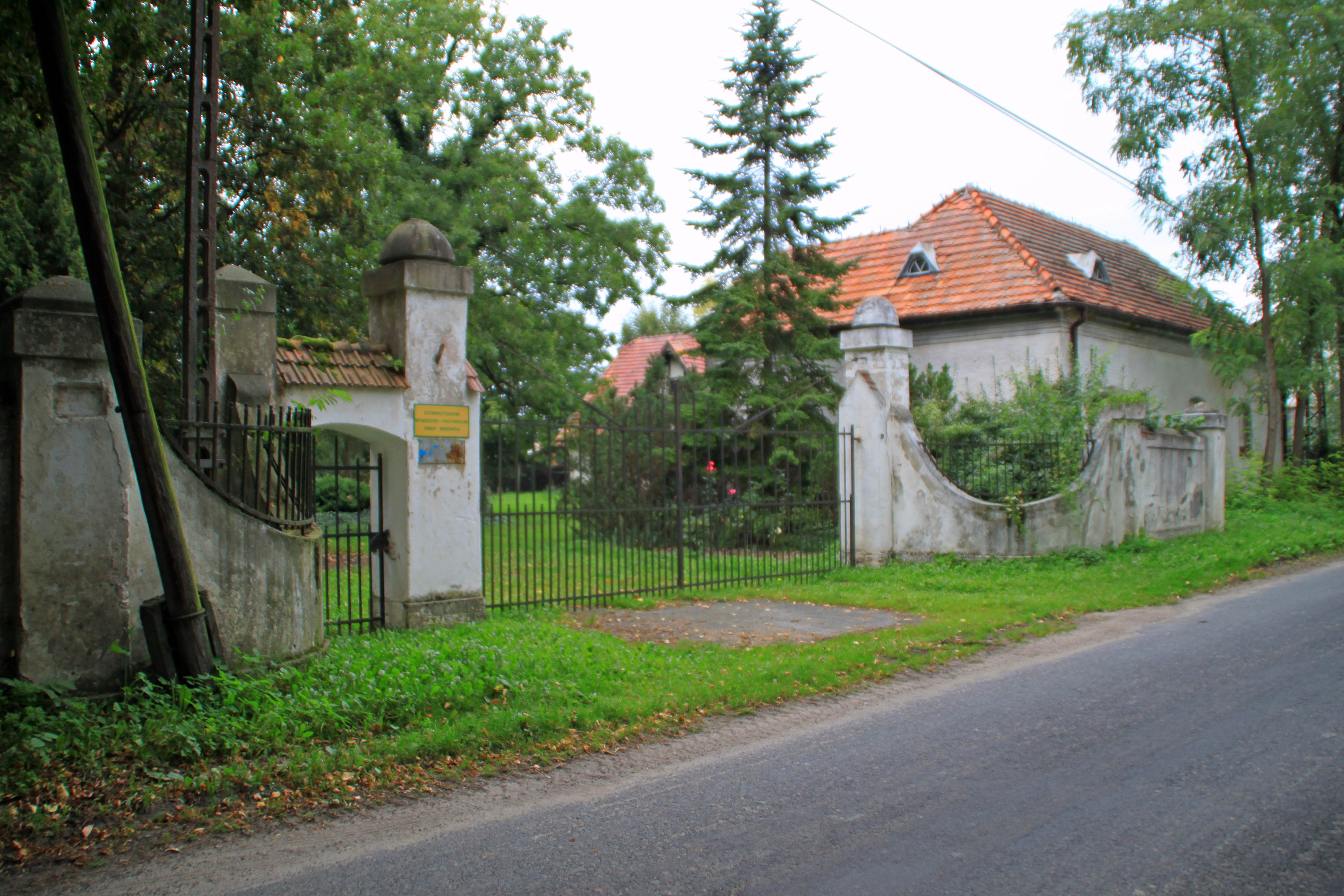
Zabudowa dworska w Piotrowie